# Željko Kerum
Željko Kerum (Muć, 25. rujna 1960.), hrvatski poduzetnik i političar, aktualni predsjednik Hrvatske građanske stranke te bivši gradonačelnik Splita.

## Životopis
Osnovnu školu završio je u Ogorju te se 1974. preselio u Split gdje je završio srednju tehničku školu, smjer strojarski tehničar. 1983. na godinu dana se zapošljava u građevinskom poduzeću Melioracija preko kojeg radi kao vozač bagera u Iraku. 1989. otvara prvu trgovinu čiji se broj povećava na pet u naredne tri godine. Prvi veliki trgovački centar smješten u gradskom predjelu Lora otvara 1996. Godine 2003. je kupio Diokom, odnosno bivšu Jugoplastiku te srušio tvornicu kako bi na istoj lokaciji otvorio 2007. veliki trgovački centar pod nazivom Joker.

### Politička karijera
Kerum se godine 2009. kandidirao za gradonačelnika kao nezavisni kandidat. U prvom krugu održanom 17. svibnja 2009. osvojio je 40,21 % glasova, dok je njegova nezavisna lista osvojila najveći postotak na izborima za gradsko vijeće Splita. U drugom krugu, održanom 31. svibnja 2009. je s 58,42 % glasova pobijedio Ranka Ostojića, kandidata SDP-a te tako postao gradonačelnik. 
25. rujna, nakon najava, Željko Kerum je osnovao Hrvatsku građansku stranku. Izabralo ga se za predsjednika iste, a najavio je barem 10 mandata u Saboru.

## Privatni život
S prvom suprugom Ankicom Lalin vjenčao se 1. srpnja 1989. u Kaštel Sućurcu. 1990. rodila im se kćer Neva, a 1992. i sin Joško. 
Još od 2008. nisu živjeli zajedno te se u međuvremenu za Keruma počeo vezati velik broj priča o preljubu. 19. listopada 2009. tijekom uživo gostovanja na TV Dalmacija javnosti je obznanio da se razvodi od supruge te odlazi živjeti s 24 godine mlađom Fani Horvat koja je bila trudna s njihovim djetetom. Sin Frane rodio mu se 21. ožujka 2010. godine.